# Izalobara

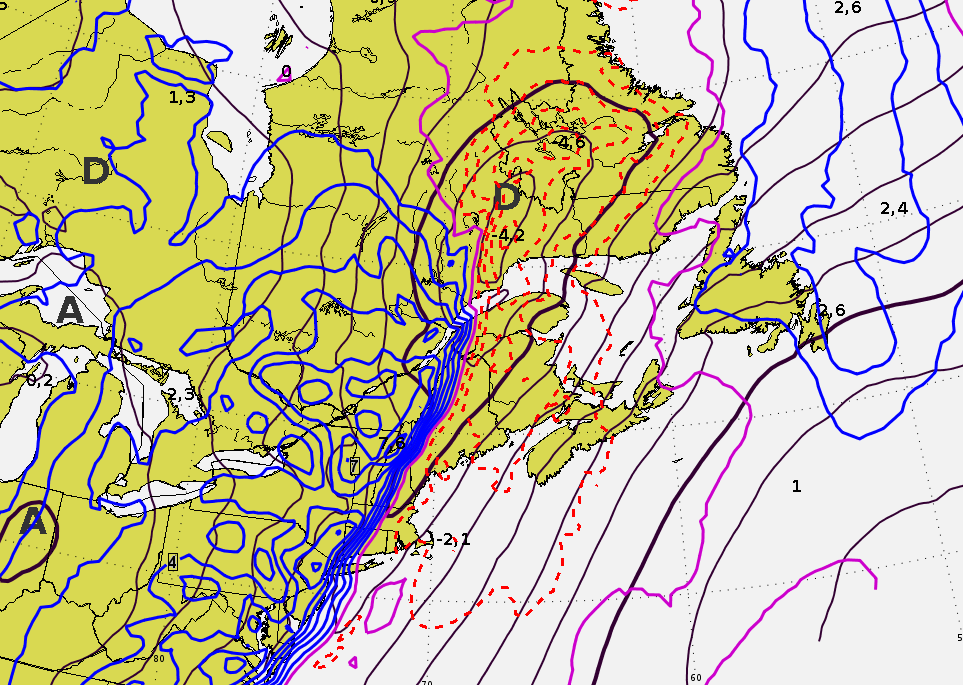

Izalobara je izolinie spojující na mapě nebo grafu místa se stejnými hodnotami změny atmosférického tlaku za určité období (3, 6, 24 hodin a pod. – zpravidla v intervalu 3 hodin).  Izalobara vyjadřuje dynamiku pole atmosférického tlaku vzduchu. Můžeme z nich vypozorovat jak nárůst, tak pokles atmosférického tlaku. Izalobarickou oblastí se poté nazývá území s výraznými časovými změnami tlaku. Ty jsou spojeny s přechody tlakových útvarů a atmosférických front. Čáry izotendencí se kreslí červenou (katalobara – pokles tlaku) a modrou (analobara – vzestup tlaku) přerušovanou čarou.